# یوگنیا آرتامونوفا
یوگنیا آرتامونوفا (روسی: Евге́ния Ви́кторовна Э́стес؛ زادهٔ ۱۷ ژوئیهٔ ۱۹۷۵) یک بازیکن والیبال اهل روسیه است.
یوگنیا از بازیکنان پر افتخار زنان روسیه محسوب می‌شود. سه برنز قهرمانی جهان، نقره المپیک و چهار قهرمانی اروپا مهمترین دست‌آورد او می‌باشد.